# Art of Life
Art of Life es el cuarto álbum de estudio del grupo de heavy metal japonés X JAPAN lanzado el 28 de agosto de 1993 en Japón. El álbum contiene una única canción de 29 minutos, «Art of life», compuesta íntegramente por Yoshiki (batería). Esta canción es considerado por muchas personas como el Magnum Opus de la banda. En las primeras semanas de su lanzamiento fue un éxito en Japón, vendiendo más de 530 000 copias. Llegó a doble platino.
Tocada junto con la Orquesta Filarmónica de Londres, «Art of Life» está inspirada en la famosa Sinfonía inacabada de Schubert. «Art of Life» se divide en diversos compases, desde partes speed hasta un solo de piano de ocho minutos. Debido a su duración fue tocada pocas veces, incluyendo una versión preliminar tocada en el Nippon Budokan el 30 de julio de 1992 por Yoshiki y dos veces más en los conciertos denominados «X Japan Returns» a fines de 1993, y en su regreso del 2008 tocaron la canción completa. La persona de la portada es Yoshiki.

## Visión general
Creo que intenté convencerme a mí mismo de no morir. Intenta seguir adelante. Creo que es un mensaje muy positivo. Porque [...] era muy suicida. [...] Simplemente odié la vida muchas veces. Ese es también el mensaje para la gente, también para mí. Tuve que convencerme de seguir adelante. Luego escribí la canción.
Yoshiki, sobre el mensaje de «Art of Life»

Con el lanzamiento de dos exitosos álbumes de estudio, Blue Blood en 1989 y Jealousy en 1991, X Japan fue muy popular para una banda de metal/rock en Japón y estaban vendiendo anualmente la sala de conciertos cubierta más grande del país, el Tokyo Dome. Pero en 1992 el bajista Taiji dejó el grupo y fue reemplazado por Heath.
También en 1992, Yoshiki compró un complejo de estudios de grabación en North Hollywood, California, Estados Unidos. Conocido como One on One Recording Studios, más tarde pasaría a llamarse Extasy Recording Studios y se convertiría en el lugar donde se realizan las grabaciones de casi todos sus proyectos. Para el lanzamiento de Art of Life, X Japan dejó Sony y firmó un contrato con Atlantic Records, y al igual que el álbum anterior, no se grabó completamente en Japón o Los Ángeles sino en varios lugares diferentes, especialmente en los estudios de grabación de One on One Recording Studios en Estados Unidos y los de Abbey Road Studios en Londres (solo orquesta). «Art of Life» originalmente estaba destinado a ser una canción de Jealousy, con el álbum dividido en dos CD, pero el lanzamiento de la canción se pospuso tres años. Según el crítico de música Tetsushi Ichikawa, el retraso fue «debido al perfeccionismo "despiadado" de Yoshiki en la dirección vocal. Además, varios problemas comerciales finalmente detuvieron la grabación de «Art of Life» y el álbum Jealousy fue lanzado con una sola pieza».
La pieza fuertemente orquestada (grabada con la Royal Philharmonic Orchestra) comprende varios pasajes de diferentes velocidades e instrumentación, incluidos numerosos versos, sin coro fijo, varios solos de guitarra armonizados y ocho minutos interpretados únicamente en piano. La música se inspiró en la Sinfonía inacabada de Franz Schubert. En 2011, Yoshiki recordó que escribió la canción en aproximadamente dos semanas y que la grabación tomó aproximadamente dos años. En cuanto al tema lírico, dijo que se inspiró en su propia vida, particularmente en sus sentimientos suicidas cuando murió su padre.
La carátula del álbum se hizo utilizando una imagen de rayos X real del cráneo de Yoshiki. Enfrentó problemas para realizar la radiografía, ya que los hospitales se negaron a tomar la imagen sin una condición médica que justificara la radiación.
La canción fue revelada por primera vez en un concierto en el Nippon Budokan el 30 de julio de 1992. Art of Life fue lanzado el 25 de agosto de 1993 y alcanzó el número uno en la lista de Oricon. Sin embargo, X Japan solo realizó dos conciertos ese año, ya que cada miembro comenzó una carrera en solitario. Estos conciertos se llevaron a cabo en el Tokyo Dome el 30 y 31 de diciembre y se titulaban «X Japan Returns», marcando el comienzo de una tradición de Nochevieja que duraría hasta la disolución del grupo.
En 1998, Polydor Records lanzó un álbum en vivo compuesto únicamente por «Art of Life», combinado de estos dos conciertos, y titulado Art of Life Live, que alcanzó el número veinte en las listas. Ambos conciertos fueron lanzados en su totalidad en DVD en 2008 como X Japan Returns 1993.12.30 y X Japan Returns 1993.12.31, este último fue lanzado originalmente en 2003 en VHS y DVD como Art of Life 1993.12.31 Tokyo Dome.

## Lista de canciones
| Art of Life |               |              |          |  |
| N.º         | Título        | Escritor(es) | Duración |  |
| 1.          | «Art of Life» | Yoshiki      | 29:00    |  |
| 29:00       |               |              |          |  |

## Análisis y estructura del tema

### 0:00 - 2:58
La canción inicia con suaves arpegios in crescendo, poco después el piano se incorpora con una bella cadencia. Las cuerdas de la orquesta hacen su aparición a los 25 segundos, suavemente al inicio y creciendo en volumen hasta que Toshi comienza con la letra. 

### 2:59 - 4:10
Yoshiki deja el piano y se incorpora a la batería (como lo hace en diversas canciones en vivo) con un frenético ritmo. De manera inmediata las dos guitarras siguen ese ritmo tocando la misma melodía con una tercera menor entre ellas para crear la armonía. El tempo es acelerado con la incursión de una tercera guitarra tocando un riff más pesado que será utilizado en varias secciones de la canción. 

### 4:11 - 8:14
La voz y la orquesta se incorporan de nuevo mientras la banda continua, en ciertos puntos una voz femenina recita diversos versos y continúan los solos de guitarra haciendo uso del contrapunto. 

### 8:15 - 8:43
Con la conclusión de la segunda parte recitada, inicia interludio donde las guitarras, batería, y la mayor parte de la orquesta, con excepción del clavicordio y varios violonchelos, callan. 

### 8:44 - 12:43
De manera efectiva, un simple acorde finaliza el interludio, y una ráfaga en la batería nos lleva a un increíble estado donde la canción se torna poderosa y sublime. A esto le sigue otro fuerte solo de guitarra armonizado; de cualquier manera, este difiere de manera significativa sobre los demás ya que, tiene una mayor duración y el uso del staccato surge. 

### 12:44 - 13:38
El tono de la banda y la orquesta ha pasado así a una sección capeada por debajo de la voz de Toshi. Al término de este verso, hay un solo de guitarra lento que desemboca en un solo de violín.

### 13:39 - 15:06
El tono del violín cambia y hay más versos recitados.
Hace su reaparición aquella explosiva ráfaga en la batería, idéntica a la anterior, la melodía entra en otro poderoso estado cuando se escuchan las últimas líneas del verso. Entonces, la voz de Toshi se desvanece con una última nota, que a su vez, es sostenida por la banda y la orquesta.

### Dueto de Piano (15:07 - 24:18)
Los siguientes nueve minutos el piano es el único protagonista. Todo inicia con un suave y simple ostinato cambiando de intensidad. Un segundo piano es añadido, haciendo fluir en el fondo las notas de la primera melodía mientras el otro, estalla con una cadencia agresiva, una lucha por evitar la locura se desata, las notas suben y bajan. Finalmente las cuerdas reaparecen y el caos empieza a mermar con una suave melodía in crescendo hasta enmudecer al piano, remplazándolo. 

### Final (24:19 - 29:00)
La guitarra lanza un armónico que apaga las cuerdas y acelera el tempo, Toshi y la banda reaparecen para concluir el tema.